# Базель-Вольф-Товарний
47°32′31″ пн. ш. 7°36′15″ сх. д. / 47.54194° пн. ш. 7.60417° сх. д.
Базель-Вольф-Товарний (нім. Güterbahnhof Wolf Basel SBB GB) — сортувальна та вантажна станція в місті Базель, Швейцарія.

## Історія
Сортувальна станція Швейцарської федеральної залізниці, розташована на схід від станції Базель SBB, відкрита 10 березня 1876 року. 
У 1900 році введена в дію товарна станція Центральної залізниці. 

У 1933 році станція Базель-Муттенц-Сортувальний замінила станцію Вольф як сортувальну станцію, яка відтоді служила лише для обробки вантажів.
SBB Cargo і Hupac управляють перевантажувальними терміналами для комбінованих перевезень.
4 березня 1945 року станція Базель-Вольф-Товарний помилково атакована дев'ятьма американськими бомбардувальниками. 
Потрапив у пасажирський потяг та прилеглі житлові квартали; проте смертельних випадків не було.
Шоу локомотивів на Базель-Вольф-Товарний з нагоди 125-річчя Базель SBB відбулось в 1985 році. 

У середині 2010-х років станцію планували закрити. 

До 2018 року проводилося дослідження, щоб з’ясувати, як у майбутньому слід використовувати ділянку площею 16 га. 
Ідея полягала в тому, щоб створити новий міський район із поєднанням офісів, квартир, постачальників послуг, логістичних компаній і зелених насаджень. 
Нарешті, у 2019 році кантон Базель-Штадт і SBB 

представили концепцію нового міського району на території станції Базель-Вольф-Товарний.
Згідно з проєктом, з 2026 року на переобладнаній території буде побудовано близько 590 нових квартир і буде створено близько 1000 нових робочих місць, хоча вантажоперевезення й далі існуватимуть у східній частині ділянки. 

15 березня 2023 року необхідний для перепроєктування проєкт землеустрою затверджено Великою радою. 

У 2020/21 рік компанія «Growcer» у співпраці з кооперативом «Migros Basel» здійснювала вертикальне землеробство на колишніх складах . 